# World of Goo
A World of Goo fizikán alapuló logikai játék, amelyet a 2D Boy nevű, Kyle Gabler és Ron Carmel korábbi Electronic Arts alkalmazottakból álló független fejlesztőcsapat készített. A játék először 2008 októberében jelent meg Windows és Wii platformokra, később azonban számos változata is megjelent. A 2008-as Independent Games Festival alkalmával a játékot nevezték a Seumas McNally nagydíjra, valamint a Design Innovation és a Technical Excellence kategóriákban is nevezéseket kapott, utóbbi kettőben pedig győzedelmeskedett is. Ezeken felül megjelenése óta számos más díjat is begyűjtött. A játék a Humble Indie Bundlebe több alkalommal is bekerült, PC és Android platformra egyaránt.

## Története
A World of Goo pár szóval a ragacsokról szól. A ragacsok felfedező kedvűek és új hazát keresnek. Több helyen is próbálkoznak, dombokon, farmokon, gépekben majd végül az informatika világában is. Végül tragédia történik, felrobban a World of Goo Corporation. Így a teleszkóp amit arra szántak, hogy végül a világűrben leljenek új hazára nem működik mert az eget betakarja a felrobbant vállalat füstje.

## A játékmenet

A ragacslabdákból épített híddal a játékos célja a lehető legtöbb goo eljuttatása a csőrendszerbe.

A játék igen változatos, de lényegében egy építkezési projectre hasonlít. A ragacsokkal különböző hidakat, magas épületeket, csöveket kell építenünk, hogy elérjük a célt. A cél az, hogy megadott számú ragacsot egy csőbe juttassunk. A cső lehet egy sziget másik oldalán, tüskék között, de el is zárhatja valami, amit (értelemszerűen) el kell onnan tüntetni. A játék (mint sok másik játék is) a történet előrehaladtával bekeményít, egyre nehezebb pályákat kell teljesítenünk. Fontos, hogy a ragacs-labdákra hat a gravitáció, és igen élethűen megoldották a szél-, mozgás-, remegés- és erőhatásokat is. A pályáknak izgalmas és kellemes zenei aláfestésük van.

## A ragacsok
A ragacsok több típusúak lehetnek, mindegyik típusnak más-más tulajdonsága van.
Bitvir: Piros vírusok. Utolsó előtti szint. Ki kell őket lőni, és hozzákapcsolódnak egy társukhoz, ha annak közelébe érnek.
Foam: Cseppecskék. Csak egy társukhoz lehet őket hozzákapcsolni.
Concrete: Fekete ragacsok, hasonlóak a szürkékhez.
Natural: Természetes ragacsok, újra lehet őket hasznosítani (ha beépítettük, kivehetjük őket újra) és több társához kapcsolódhat.
Sunny: Napsárga ragacs. Mindenhez odatapad, de a tüskék kilyukasztják. Hozzá kapcsolódó társait magával húzza.
Skully: Halálfej alakú ragacs. Nem pukkasztja ki a tüske.
Graphit: Szürke színű ragacsok. Különleges tulajdonságuk nincs, és csak két másik ragacshoz lehet kapcsolni.
Air: Könnyű cseppek, nincs súlyuk.
Bomber: Bomba ragacs. Ha tűz éri, akkor nagyot robban. Hozzá tud tapadni bármihez.
Match: Gyufák. Ha egyet tűz ér, akkor az elég, és ha társa kapcsolódik hozzá, arra is átterjed a tűz.
Bit: Az utolsó előtti szinten előforduló, zöld, gömb alakú ragacs. Nem mozgatni, hanem kilőni kell.
Byte: Szintén az utolsó előtti szinten fordul elő. Tulajdonságaiban hasonlít a Graphitra vagy a Concretere, de négyzet alakú és zöld.

## Szintek
A játék során 5 világban játszhatunk, amelyeken belül 48 pálya van:
Chapter 1: “The Goo Filled Hills”
Chapter 2: “Little Miss World of Goo”
Chapter 3: “Cog in the Machine”
Chapter 4: “Information Superhighway”
Epilogue: “End of the World”
Ezeken kívül játszhatunk még a World of Goo Corporation-nel is, melynek lényege, hogy x mennyiségű ragacsból egy magas tornyot építsünk. Ahogy előrehaladunk a történetben, úgy fejlődik velünk a World of Goo Corporation.

## Zene
A World of Goo zenei anyagát Kyle Gabler szerezte, aki a játék dizájnjárt, szövegeiért és illusztrációiért is felelt. 2009. január 20-án ingyenesen letölthetővé vált a szerző honlapján.
A World of Goo nyitódalát Ástor Piazzolla argentin zeneszerző Libertango kompozíciója inspirálta. A Regurgitation Pumping Station eredetileg egy barátja rövidfilmjéhez készült, ami az ördöggel való randevúról szólt volna. A Threadcutter című dalt a szerző Blow című játékához szerezte, amelyet elérhetővé tett honlapján, míg a Robot and the Cities who Built Him című játékához a Cog in the Machine szerzeményt készítette el. A Rain Rain Windy Windy-t egy gyermekek számára szóló rövidfilmhez komponálta, hozzátéve, hogy nehéz gyermekeknek szóló zenét szerezni. A Jelly egy virtuális valóságról szóló rövidfilmhez készült, míg a Burning Man egy barátjának a drámai/misztikus sorozatában került felhasználásra. Ez utóbbinál két barátja énekelt, míg ő a szintetizátorát felhasználva olyan hatást ért el, mintha egy kórus adná elő a szerzeményt.
| 1.  | World of Goo Beginning                               | 1:09 |
| 2.  | The Goo Filled Hills                                 | 0:25 |
| 3.  | Brave Adventurers                                    | 1:07 |
| 4.  | Another Mysterious Pipe Appeared                     | 1:18 |
| 5.  | World of Goo Corporation                             | 0:17 |
| 6.  | Regurgitation Pumping Station                        | 3:40 |
| 7.  | Threadcutter                                         | 0:55 |
| 8.  | Rain Rain Windy Windy                                | 2:45 |
| 9.  | Jelly                                                | 2:38 |
| 10. | Tumbler                                              | 1:52 |
| 11. | Screamer                                             | 1:36 |
| 12. | Burning Man                                          | 1:49 |
| 13. | Cog in the Machine                                   | 4:03 |
| 14. | Happy New Year (tm) Brought to You by Product Z      | 0:55 |
| 15. | Welcome to the Information Superhighway              | 1:56 |
| 16. | Graphic Processing Unit                              | 1:06 |
| 17. | Years of Work                                        | 3:39 |
| 18. | My Virtual World of Goo Corporation                  | 1:05 |
| 19. | Hello, MOM                                           | 0:06 |
| 20. | Inside the Big Computer                              | 2:21 |
| 21. | Are You Coming Home, Love MOM                        | 3:02 |
| 22. | Ode to the Bridge Builder                            | 1:25 |
| 23. | The Last of the Goo Balls and the Telescope Operator | 1:00 |
| 24. | Best of Times                                        | 3:41 |
| 25. | Red Carpet Extend-o-matic                            | 4:04 |
| 26. | World of Goo Corporation's Valued Customers          | 0:13 |
| 27. | World of Goo Ending                                  | 1:09 |

## Fogadtatás
| Összegzőoldal | Értékelés |
| ------------- | --------- |
| GameRankings  | 92%       |
| Metacritic    | 90/100    |

| Szerző        | Értékelés |
| ------------- | --------- |
| Edge          | 8/10      |
| Eurogamer     | 9/10      |
| GameSpot      | 9/10      |
| GameStar (HU) | 90/100    |
| IGN           | 9/10      |
| PC Guru       | 93/100    |

A Wii és a Windows változat egyaránt kedvező kritikai fogadtatásban részesült előbbi 94, utóbbi pedig 90 pontos átlagértékkel rendelkezik a Metacritic oldalán. A GameRankings oldalán az összesített értékelések alapján 92,27%-kal rendelkezik a PC-s változat. Az Eurogamer kritikájában a játék fizikáját a legújabb, legtisztább és legbriliánsabb ajándéknak nevezték. Az IGN a Wii változatról szóló tesztben azt írta, hogy a játék a WiiWare áruház egy elképesztő darabja, amit egyszerűen meg kell vásárolnia a játékosnak, mert ez egy olyan szoftver, aminek az elismerése és támogatása egyaránt fontos. Apróbb hibáknak a kamerakezelésben néha fellépő hibákat és a pályatervező hiányát rótták fel. A Nintendo Life 10-ből 10-es osztályzattal tüntette ki a játékot, hozzátéve, hogy megjelenésekor a World of Goo nem csupán a WiiWare egyik legjobb játékának számított, de bebizonyította azt is, hogy nem kell egy hatalmas fejlesztőcsapat vagy dollármilliók egy kiváló játék elkészítéséhez. A 1UP.com egy igazán tökéletes és eredeti Wii játéknak nevezte tesztjében a játékot. A Nintendo World Report negatívumként hozta fel, hogy lassan indul be a játék, de ettől eltekintve az egyik legjobb WiiWare játéknak tartotta megjelenésekor, sőt a konzolgeneráció legjobbja címre is esélyes játékként tekintenek rá. A Resolution Magazine azonnali klasszikusként hivatkozott rá és 90%-kal értékelte. Az Official Nintendo Magazine gyakorlatilag tökéletesnek nyilvánította a World of Goo Wii változatát és 95%-ot adott rá végső értékelésekor.
A PC Guru kritikájában kiemelik, hogy a World of Goo minden eleme a színtiszta játékot szolgálja. A játék lényege egyszerű, de fontos a tervezés a pályák teljesítéséhez. Az addiktív játékmenet mellé pedig kifejezetten humoros, vidám megjelenítés párosul. A mesebeli világ minden egyes részlete a sziruposságot nélkülöző aranyosság jegyében készült, a többfajta ragacslabda miatt pedig szokatlan változatossággal építkezhet a játékos az egyre bonyolultabbá és nehezebbé váló változatos kihívások folyamán. A négy világban játszódó, világonként tökéletesen eltérő hangulatú pályák alatt tökéletesen illeszkedő zenei aláfestés és effektek hallhatóak. Az összegzésben üdítőnek tartják, hogy pár dollárért olyan szintű profizmust kap a játékos, ami mostanában már az igazán nagy címektől sem remélhet. Pontosan annyit ad, amennyit ígér, a készítők pedig a kevés játékelem minden egyes darabkájának tökéletesre csiszolásával próbálnak a játékosok kedvére tenni. A játék kivételesen minőségi szórakoztatás, profi megvalósítás és remek élmény, ami minden percet és minden forintot megért. Van benne eredeti ötlet, rendkívül hangulatos és hosszú órákon át szórakoztató, időnként azonban frusztráló is tud lenni, ha a játékos nem találja a továbbjutás kulcsát. Összességében 93%-ra értékelték.
A GameStar cikke szerint a játék titka, hogy sikerélménnyel operál, rendkívül addiktív, ami főként annak köszönhető, hogy a játékos logikáját, fizikai érzékét és építészeti tudását egyszerre veszi igénybe, meg kell dolgoznia a sikerért. Ez pedig az utóbbi években nem sok hasonló stílusú játékról volt elmondható. Az abszurd, magával ragadó mesevilág és a hozzá pontosan illő zene azonnal magával ragadja a játékost, és egy jó ideig nem is engedi el. Ezek mellett a gépigénye is alacsony. Negatívumként említik az alacsony újrajátszhatósági értéket, valamint a játék viszonylagos könnyűségét és rövidségét, ezek miatt végül nem kapott 90-nél magasabb pontszámot.
A GameStar évértékelésében az olvasók szavazatai alapján a legeredetibb játékok kategóriában az első helyet szerezte meg 11,7%-kal. A második helyezett a Spore (10,8%), a harmadik a GTA IV (10,3%), őket a Mirror’s Edge (6,9%) és a Fallout 3 (4,7%) követte.